# Bronisław Gaweł
Bronisław Gaweł (ur. 3 września 1879 w Przemyślu, zm. prawdop. 1939) – polski nauczyciel, działacz społeczny.

## Życiorys

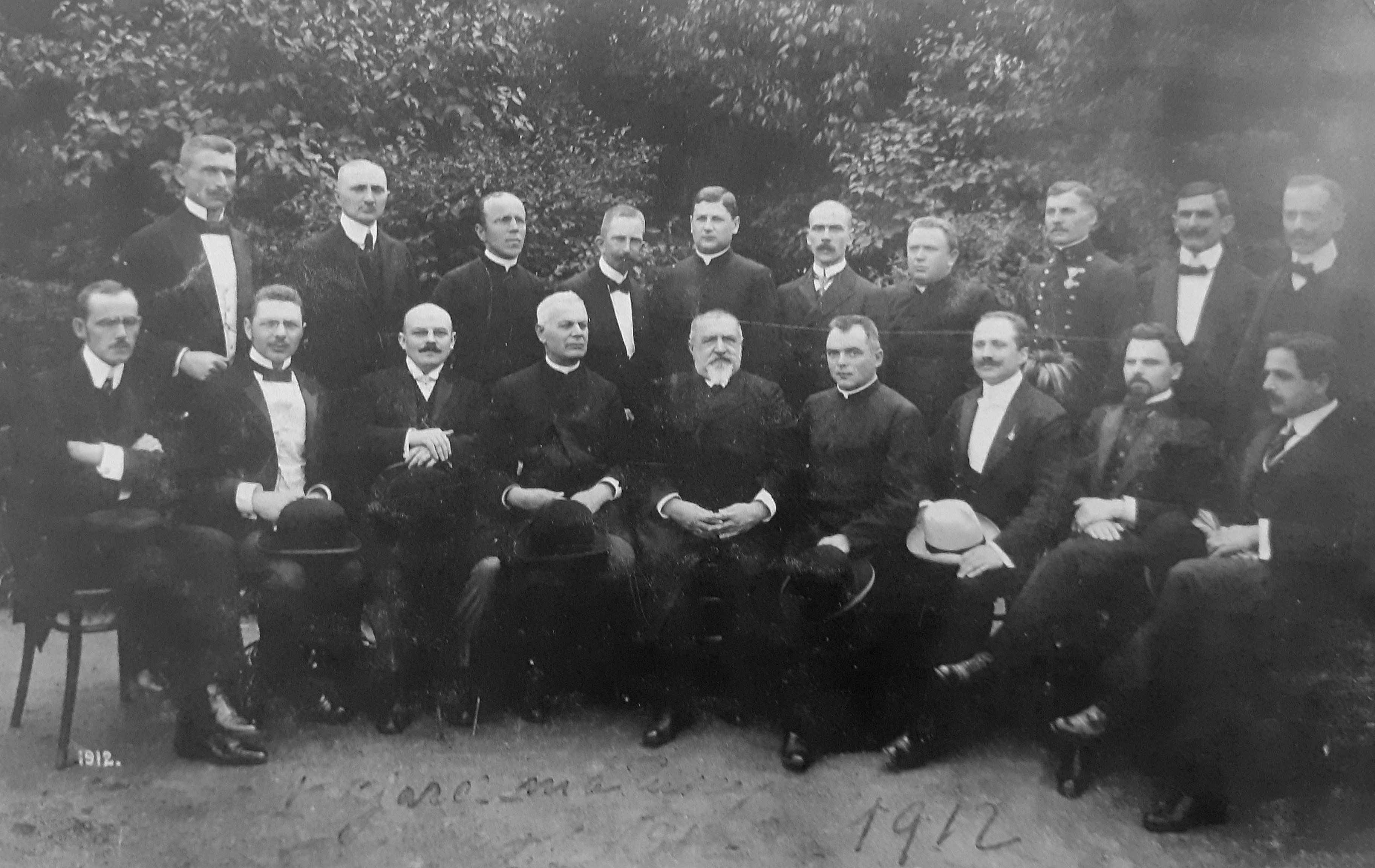
Zjazd absolwentów Gimnazjum w Sanoku z 1897 w 1912 (na zdjęciu widoczny Bronisław Gaweł)

Urodził się 3 września 1879 w Przemyślu. Był synem adwokata dr. Jana Gawła (zm. 1913) i Marii Magdaleny z domu Bilińskiej (1848-1935, córka Ludwika i Sabiny z domu Pieniążek). Jego rodzeństwem byli: Emil (1876-1921, adwokat), Józef (jeden z bliźniąt, ur. i zm. 30 marca 1882), Władysław Zygmunt (drugi z bliźniąt, ur. 30 marca 1882, zm. 14 maja 1882), Stanisław (1883-1951, duchowny rzymskokatolicki, kapelan wojskowy), Janina Maria (1886-1972), Marian (1889-1937, oficer), Leonard (1893-1954).
Po ośmiu latach nauki w 1897 zdał egzamin dojrzałości w C. K. Gimnazjum Męskim w Sanoku (w jego klasie byli m.in. Józef Bielawski, Paweł Kindelski, Władysław Studziński). Po maturze miał podjąć studia na akademii handlowej. Podjął studia w Akademii Górniczej w Loeben, a po trzech latach przeniósł się na Wydział Filozoficzny Uniwersytetu Lwowskiego studiując tam nauki przyrodnicze.
Podjął pracę nauczyciela 10 września 1903. Reskryptem C. K. Rady Szkolnej Krajowej z 15 sierpnia 1903 jako kandydat stanu nauczycielskiego został mianowany zastępcą nauczyciela w C. K. I Gimnazjum w Przemyślu. W szkole uczył języka niemieckiego, języka polskiego. W roku szkolnym przebywał na urlopie celem poratowania zdrowia. Reskryptem C. K. Rady Szkolnej Krajowej z 28 lipca 1906 został przydzielony do filii przemyskiego gimnazjum, działającej na Zasaniu, gdzie uczył języka niemieckiego, języka polskiego, historii naturalnej, matematyki. Od 1907 do 1913 uczył w Seminarium Nauczycielskim Żeńskim w Przemyślu. W 1911 zdał egzamin pedagogiczny na nauczyciela szkół średnim z prawem nauczania historii naturalnej (botanika, zoologia, mineralogia, geologia) oraz matematyki i fizyki. W Przemyślu działał społecznie. Od 1903 należał do Towarzystwa Gimnastycznego „Sokół” i Towarzystwa Nauczycieli Szkół Wyższych, a także działał w Towarzystwie Czytelni Ludowych. Działał w Czytelni Przemyskiej. Był członkiem wydziału koła Towarzystwa Szkoły Ludowej im. H. Sienkiewicza w Przemyślu. Występował w zespole Polskiego Towarzystwa Dramatycznego im. Aleksandra Fredry w Przemyślu.
Był nauczycielem w C. K. Seminarium Nauczycielskiego Żeńskiego w Przemyślu, skąd 12 sierpnia 1913 został przeniesiony do C. K. Gimnazjum w Buczaczu. Tam do 1914 uczył matematyki i historii naturalnej, a także był członkiem c. k. komisji egzaminacyjnej dla nauczycieli szkół ludowych pospolitych. Po wybuchu I wojny światowej w 1914 przebywał w Wiedniu, gdzie był kierownikiem kursów dla ewakuowanej tam młodzieży polskiej z Galicji. Później pracował w I Gimnazjum w Tarnowie od 1916 do 1918. Po odzyskaniu przez Polskę niepodległości uczył w szkole realnej w Krośnie od 1918 do 1921. Następnie przeniesiony do Wielkopolski, wykładał w Seminarium Nauczycielskim w Lesznie od 1 grudnia 1921 do 31 grudnia 1925. Od 1 stycznia 1926 do 31 grudnia 1927 był nauczycielem w Gimnazjum Polskim Macierzy Szkolnej w Wolnym Mieście Gdańsku, gdzie uczył przyrody, matematyki, fizyki (w tej szkole pracowali byli profesorowie z sanockiego gimnazjum, Jan Augustyński, który był dyrektorem i Michał Urbanek, a także Jadwiga Zaleska). Następnie pełnił stanowisko sekretarza (wzgl. kierownika) biura Gdańskiej Macierzy Szkolnej od 1 stycznia 1928 do końca istnienia II Rzeczypospolitej 31 sierpnia 1939. Aktywnie udzielał się w działalności społecznej. Pracował w biurze Informacyjnym Gminy Polskiej w Wolnym Mieście Gdańsku. Do 1939 działał w Towarzystwie Nauczycieli Szkół Średnich i Wyższych i TG „Sokół”. W 1929 był założycielem Teatru Amatorskiego Macierzy Szkolnej i występował w nim jako aktor. W tym charakterze był m.in. organizatorem gościnnych występów zespołów teatralnych i aktorów z terenu Polski, zaś po dokonanej prowokacji ze strony Niemców i podrzuceniu broni do teatru, został skazany na grzywnę wzgl. areszt. Sprawował pieczę nad związkową świetlicą im. ks. dr. Władysława Bandurskiego przy ul. Wilhelma w Sopocie. Współtworzył ośrodek wypoczynkowy i repolonizacyjny w Sulminie, otwarty 11 lipca 1936. Działał jako kierownik sekcji wycieczkowej Związku Polaków w Wolnym Mieście Gdańsku. W tym charakterze organizował kursy przewodnickie i organizował wycieczki na obszar Polski. Był referentem oddziału Towarzystwa Byłych Powstańców i Wojaków w Sopocie, pełniąc funkcję kierownika świetlicy tej organizacji w Domu Polskim przy ul. F. Chopina. Od początku lat 30. współpracował z ppor. Ludwikiem Muzyczką ze Związku Strzeleckiego, został przeszkolony w ramach tajnego kursu podoficerskiego i został dowódcą konspiracyjnej grupy w Sopocie
W obliczu zagrożenia konfliktem zbrojnym w 1939 dokonał przeniesienia części akt Gdańskiej Macierzy Szkolnej, transportując je z Gdańska do Gdyni. Po wybuchu II wojny światowej i wkroczeniu Niemców we wrześniu 1939 został mieszczony przez nich w obozie przejściowym w Gdyni, skąd w grupie zatrzymanych miał być skierowany przez Niemców w stronę Gdańska. Według innego źródła miał wyjechać w kierunku Poznania. Jego dalsze losy pozostają nieznane.
Był żonaty z Anną z domu Kałuską, z którą miał córki Janinę i Marię oraz synów Adama i Andrzeja.

## Publikacje
- Kilka słów o soli i jej pokładach w Galicyi (1914)[39]
- Przewodnik po Gdańsku (1929, współautor)[3]
- O polskość w Gdańsku – Dziesięciolecie Gdańskiej Macierzy Szkolnej (1931)[40][3]